# Хомер, Уинслоу
Уинслоу Хомер (англ. Winslow Homer; 24 февраля 1836, Бостон, Массачусетс, США — 29 сентября 1910, Праутс-Нек, Мэн) — американский художник и график, основоположник (наряду с Томасом Икинсом) американской реалистической живописи. Наиболее знаменит своими морскими пейзажами. Известен как своими работами маслом, так и акварелью. Большинство исследователей рассматривают Хомера как крупнейшую фигуру в американском искусстве XIX века, оказавшую влияние на всё последующее развитие американской живописи.
Хомер принадлежал к первому поколению американских художников, создавших собственную американскую художественную школу. В то время как большинство его современников рассматривали европейское искусство в качестве идеала, Хомер, хотя и испытывал влияние самых разнообразных художественных течений, в своём творчестве прежде всего основывался на чисто американских сюжетах.
Творчество Хомера разделяется на два заметно отличающихся периода — до начала 1880-х, когда он жил в основном в Нью-Йорке и в его живописи преобладали светлые солнечные пейзажи и сцены, и с середины 1880-х, в штате Мэн, после двухлетнего перерыва, который художник провёл в Англии. Для последнего периода больше характерны тёмные тона и сцены насилия и трагедии.

## Биография и творчество

### Ранние годы
Уинслоу Хомер родился в Бостоне 24 февраля 1836 года в семье из среднего класса, периодически испытывавшей финансовые затруднения. Оба родителя, Чарльз Сиведж Хомер старший и Хенриетта Бенсон Хомер, происходили из старейших семей Новой Англии. Уинслоу Хомер был вторым из трёх сыновей. Когда ему было шесть лет, семья переехала в Кембридж, где его отец держал магазин. Мать Хомера была художницей-любительницей (рисовала акварелью), стала первым учителем сына и до своей смерти в 1884 году была человеком, оказывавшим на него наибольшее влияние. Хомер получил начальное образование в Кембридже в школе Вашингтона (Washington Grammar School), прилежным учеником не считался. К этому периоду относятся его первые опыты в рисовании. Рисунки показывают городскую жизнь Бостона, позже Нью-Йорка, хотя городские сюжеты после начала 1860-х полностью и навсегда исчезают из творчества Хомера.
В 1849 году отец будущего художника, Чарльз Хомер, бросил свой бизнес и на два года отправился в Калифорнию участвовать в «золотой лихорадке», после чего провёл несколько лет в Лондоне и Париже, и, потратив все деньги, в 1854 году вернулся в Кембридж. До конца своей жизни он существовал на денежную помощь его сыновей. Финансовые неудачи отца также оказали серьёзное влияние на художника, который всю свою карьеру заботился о финансовой состоятельности и до 1875 года работал иллюстратором, хотя в это время он уже был известным художником и вполне мог себя прокормить занятиями живописью.
В 1854 году, в возрасте 18 лет, Уинслоу Хомер принял решение не идти в университет. Вместо этого он, не имея формального образования, поступил в ученики в одну из самых известных гравировальных компаний в США, Баффордс (J. H. Bufford’s) в Бостоне. Там он работал до 1859 года. Этот период совпал с наибольшим расцветом иллюстрированных журналов в США. В 1859 году Хомер переехал в Нью-Йорк и начал выполнять работу в качестве иллюстратора журналов, по разовым договорам. Дополнительно, в 1861 году Уинслоу учился писать маслом. До 1875 года он выполнил около 200 иллюстраций в ведущих журналах. Тем не менее, в то время работа иллюстратора и гравёра рассматривалась как менее престижная, чем живопись. Поэтому начиная с 1857 года, Уинслоу Хомер рассматривал возможности, позволившие бы ему стать художником. В 1859, 1860 и 1863 годах он посещал занятия в Национальной академии дизайна, ведущем учебном художественном заведении США того времени. Кроме того, в 1861 году он брал частные уроки у художников Фредерика Рондела и Томаса Сира Каммингса. В 1860 году акварель Хомера «Катание на коньках в Центральном Парке» была выставлена в Национальной академии дизайна.
Хотя неизвестно, почему Хомер решил отказаться от получения формального художественного образования, известно, что в 1860 году он очень хотел отправиться в Европу, где уровень живописи в то время многократно превосходил американский. Эти планы были отложены из-за Гражданской войны.

### Расцвет, зрелые годы
Конец 1860-х и начало 1870-х годов для Хомера стали экспериментальными и чрезвычайно плодовитыми. Всё это время он проживал в Нью-Йорке и, в основном, рисовал иллюстрации для журналов, чем заслуживал репутацию художника.
В конце 1866 года его картины о Гражданской войне должны были быть выставлены на всемирной выставке во Франции. Из-за этого он прибыл на время в Париж, где присматривался, в том числе, и к чужим работам, вдохновляясь произведениями плоских и простых форм.
Женщины и играющие дети — самые популярные темы для художников 1870-х годов. В дополнение к мастерству его масла он начал пользоваться акварелью. Его новая техника находила одобрение и позволяла ему отказаться от работы внештатного иллюстратора. В середине 1870-х годов он возвратился в Вирджинию, по всей видимости, чтобы оценить, что случилось с жизнью бывших рабов.
В начале 1880-х творчество художника приобрело новый виток, в 1881 году он отправился в Англию, в свою вторую и последнюю зарубежную поездку. В Англии он поселился в деревне на берегу Северного моря под названием Cullercoats, оставшись там с весны этого же года по ноябрь 1882. Там он изображал мужество мужчин и женщин. Последних в особенности: чистку рыбы, ремонт сетей и ожидание мужчин у кромки воды. Этот период сильно изменил последующие работы мастера.

### Конец жизни, смерть
Летом 1883 года Хомер переехал из Нью-Йорка в Проутс Нэк — полуостров в десяти милях на юг от Портленда, что в штате Мэн. Он начал путешествовать и зарисовывать местные виды акварелью. Там он провёл остаток своей жизни. Он пользовался одиночеством для увеличения трудоспособности. В этот период он раскрыл такие сильные темы как: борьба человека с морем и отношение хрупкой человеческой жизни к вечной природе. В его работах 1880-х годов человек спорил с властью океана. Примерно в 1890-м году Хомер оставил эти темы, сосредоточившись на драматичности самого моря. Последние работы наиболее известны из всего творчества Хомера.

## Список произведений
Список произведений:
- A Basket of Clams (1873), Акварель, бумага.
- Boys in a Dory (1873), Акварель и гуашь, бумага.
- Dressing for the Carnival (1877), Масло, холст.
- Eagle Head, Manchester, Massachusetts (High Tide) (1870), Масло, холст.
- Fireplace surround (1878), Эмаль.
- Fishing Boats, Key West (1903), Акварель и графит, бумага.
- Flower Garden and Bungalow, Bermuda (1899), Акварель и графит, бумага.
- The Gulf Stream (1899), Масло, холст.
- Inside the Bar (1883), Акварель и графит, бумага.
- Northeaster (1895), Масло, холст.
- Prisoners from the Front (1866), Масло, холст.
- Snap the Whip (1872), Масло, холст.
- The Veteran in a New Field (1865), Масло, холст.

## Галерея

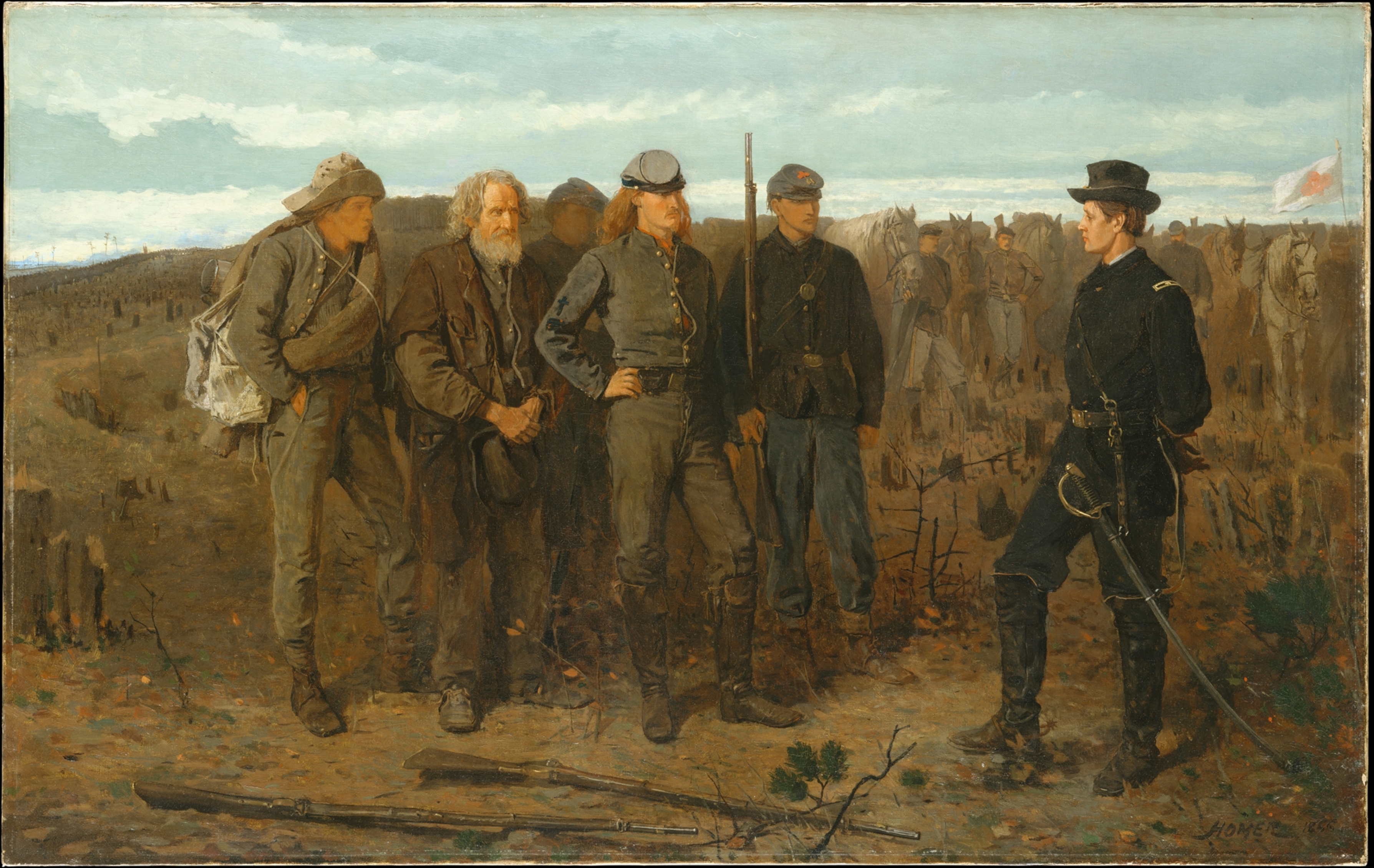
«Пленные с фронта». 1866 Метрополитен-музей
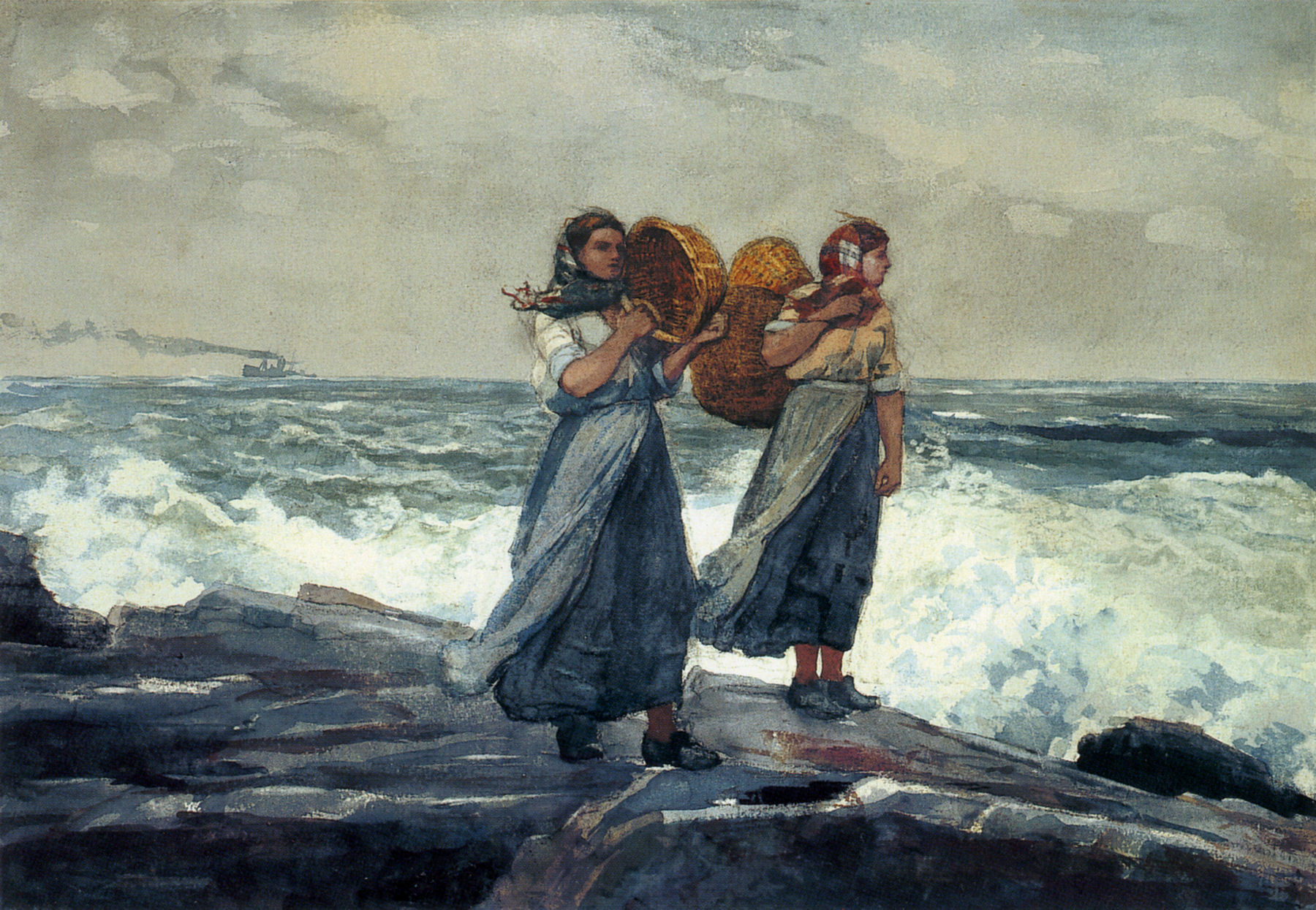
«Бриз». 1881 Музей изящных искусств
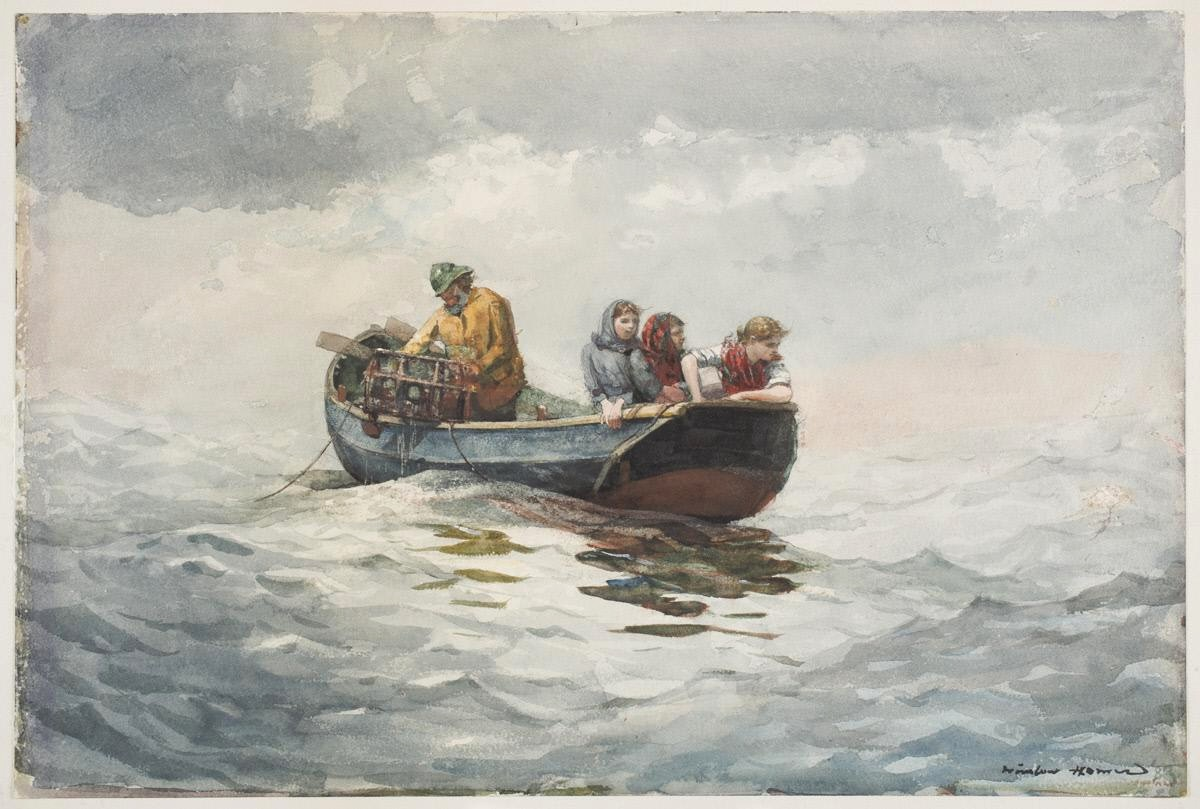
«Ловля крабов». 1883 Вустерский музей искусств
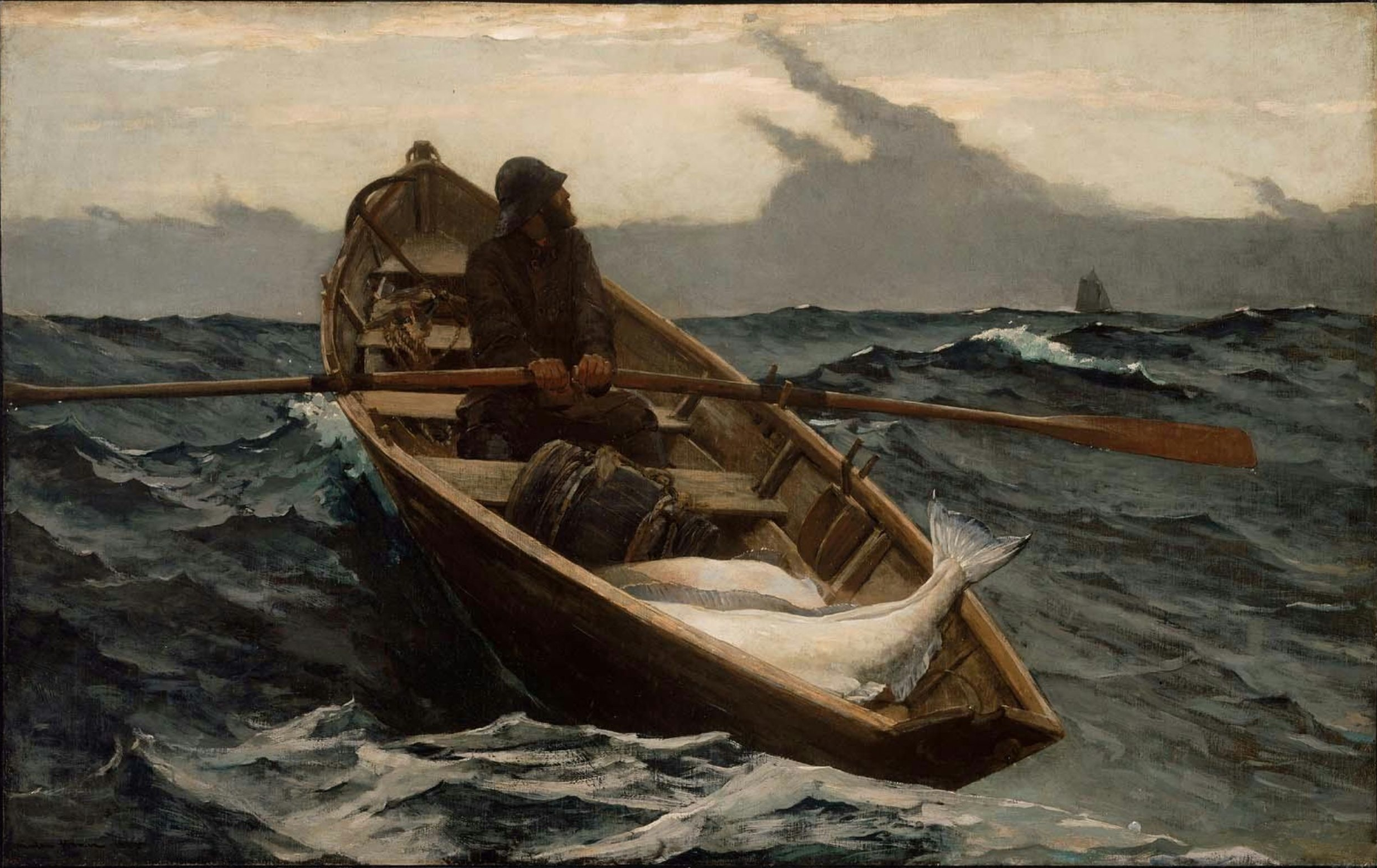
«Сигнал тумана». 1885 Музей изящных искусств
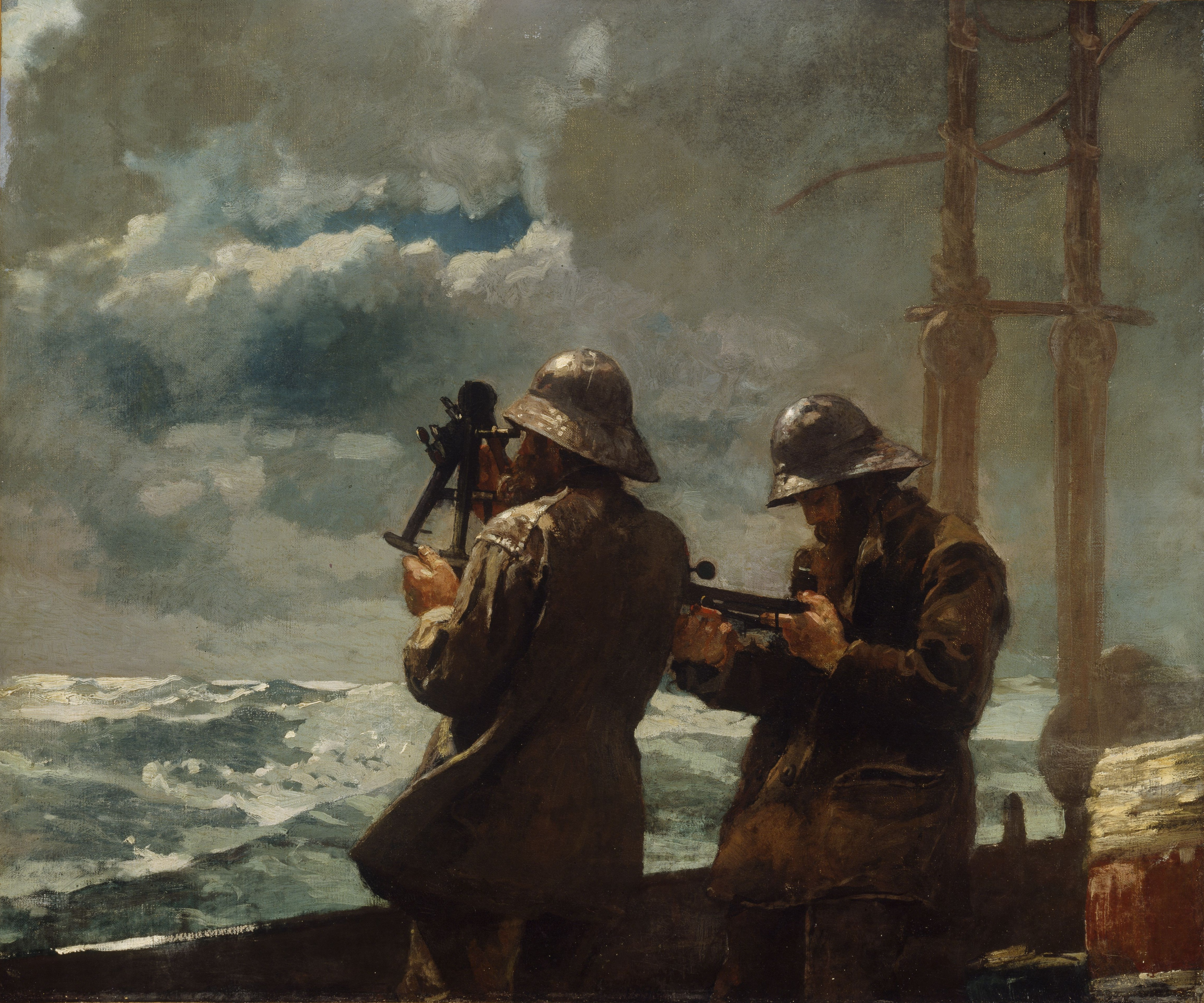
«Восемь склянок». 1886, Addison Gallery of American Art[англ.]
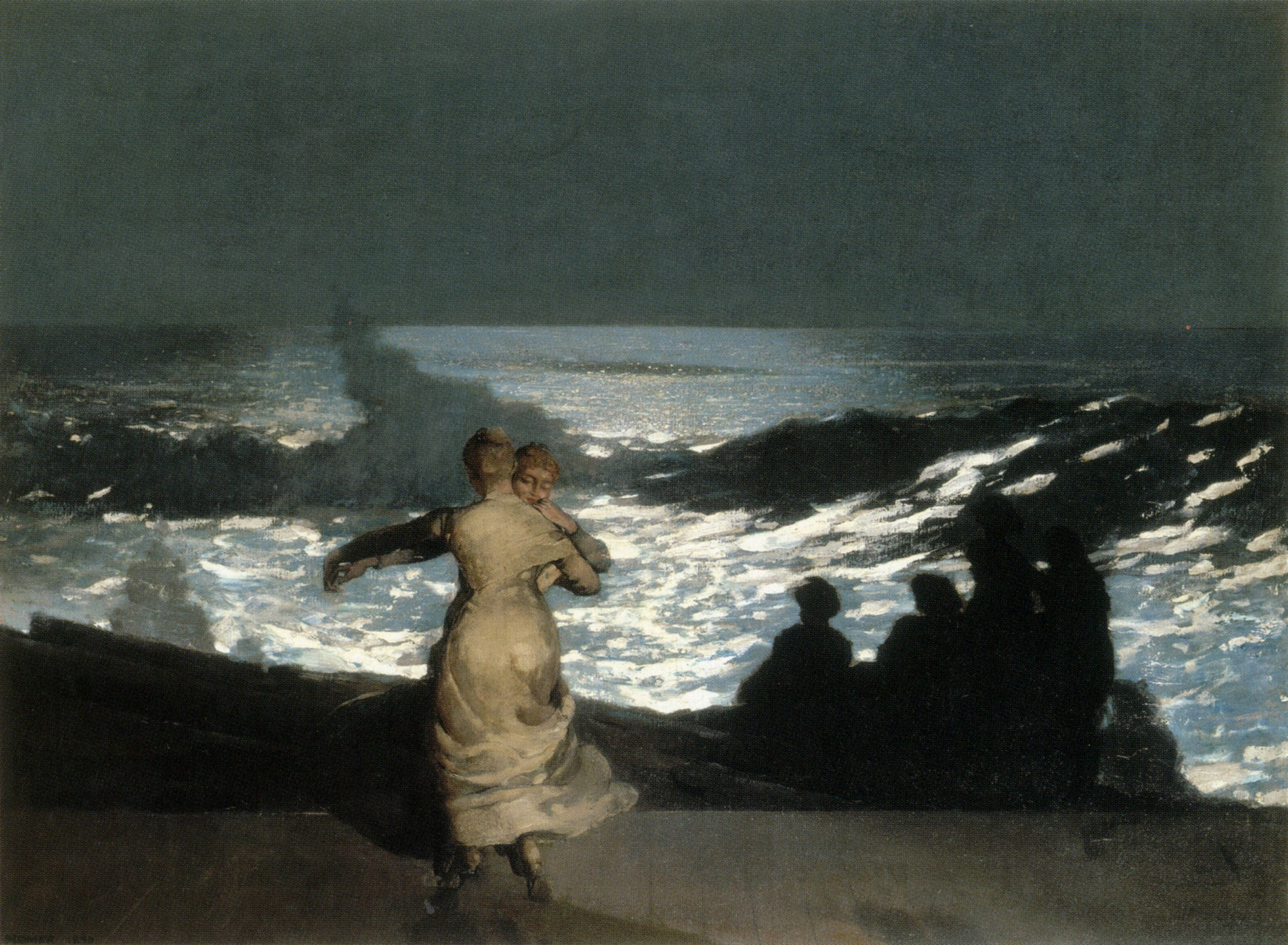
«Летняя ночь». 1890 Музей Орсэ, Париж
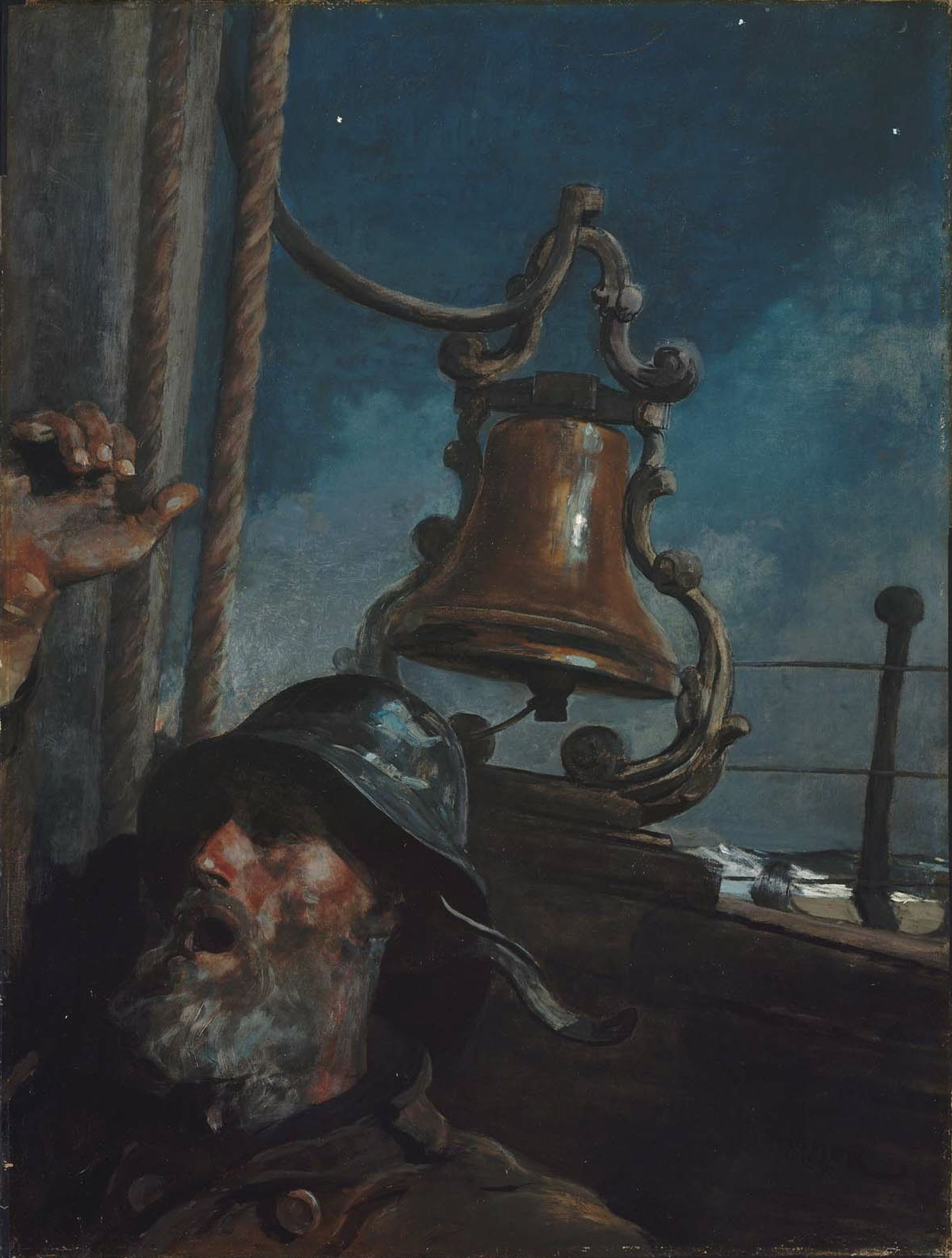
«Осмотреться!». 1895 Музей изящных искусств